# Pif Paf
Pif Paf foi uma revista de humor e de crítica política e de costumes, publicada no Brasil em 1964.
Foi criada por Millôr Fernandes, aproveitando o título da seção que assinava na revista O Cruzeiro. Era publicada em formato tabloide, impressa em cores e com 24 páginas. Apenas oito números foram publicados, ao longo de três meses, entre 21 de maio e 27 de agosto de 1964.
Além de Millôr, a revista contava com textos e ilustrações de Enrico Biano, Augusto Iriarte Gironaz, Reginaldo Fortuna, Ziraldo, Jaguar, Claudius Ceconi, João Bethencourt, Marcos Vasconcelos, Paulo Lorgus, Eugênio Hirsh, Yllen Kerr, Leon Eliachar, Reynaldo Jardim, Campos de Carvalho e Stanislaw Ponte Preta, entre outros.
Às críticas à recém-instalada ditadura militar levaram a inteligência do exército a classificar a revista como exemplo de imprensa alternativa e rotular Millôr como "esquerdista".